# بمب‌گذاری انتحاری حلب ۲۰۱۷
در تاریخ ۱۵ آوریل ۲۰۱۷، یک خودرو انفجاری در نزدیکی یک کاروان اتوبوس در محله الراشدین در غرب حلب، سوریه منفجر شد. این اتوبوس‌ها شامل پناهندگان غیرنظامی از شهرهای فوعه و کفریا بود که تحت نظارت مبارزان شورشی قرار داشتند. این حمله باعث کشته شدن حداقل ۱۲۶ نفر، از جمله حداقل ۸۰ کودک شد.

## شرح ماجرا

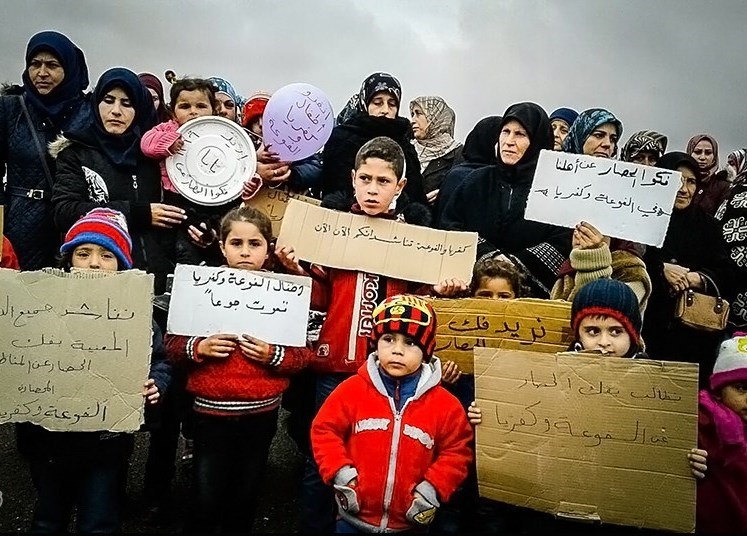
تظاهرات مردم دو شهرک شیعه نشین فوعه و کفریا در سوریه در اعتراض به قحطی ناشی از محاصره غذایی توسط مخالفان حکومت که به مدت حدود دو سال گریبانگیرشان بوده‌است.

ساکنان شهرهای فوعه و کفریا از مارس ۲۰۱۵ در محاصره مسلحین قرار داشتند. به دنبال توافقی که میان دولت سوریه، ایران و قطر در ۱۱ آوریل ۲۰۱۷ صورت گرفت، مقرر شد ۳۸۰۰ فرد مسلح به همراه خانواده‌هایشان که در شهرک‌های مضایا و الزبدانی تحت محاصره نیروهای دولتی بودند و اکثریت سنی داشتند و مخالفت خود را با دولت سوریه اعلام کرده بودند، به استان ادلب منتقل شوند. در مقابل ۸۰۰۰ نفر از ساکنان شیعه فوعه و کفریا که حامی دولت سوریه بودند و در محاصره جیش الفتح بودند، به حلب منتقل شوند. این جابجایی توسط هلال احمر سوریه صورت می‌گرفت.
در تاریخ ۱۵ آوریل ۲۰۱۷ اتوبوس‌های حامل ساکنان فوعه و کفریا در منطقه الراشیدن در غرب حلب در انتظار مبادله توقف کرده بودند. در همین حین یک خودروی انتحاری به سمت جمعیت آمد و منفجر شد.
انفجار ساعت ۱۵:۳۰ به وقت محلی رخ داد. برخی از خبرنگاران گزارش دادند که بمب در یک خودرویی بود که پارک شده بود و شروع به توزیع چیپس به منظور جذب کودکان کرده بود. این خودرو نزدیک جلوی یک کاروان اتوبوس بود که در محل تبادل پناهجویان مجروح متوقف شده بود. طبق گزارش ناظران سازمان ملل این بمب‌گذاری باعث کشته‌شدن ۱۲۶ نفر (منجمله ۶۸ کودک) شد. احرار الشام مسئولیت این عملیات انتحاری را برعهده گرفته‌است.

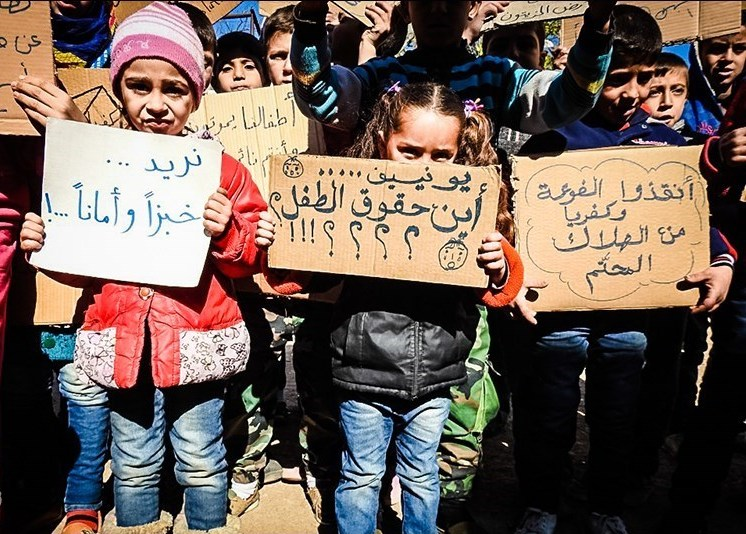
کودکان این دو شهرک پلاکارهایی با نوشته‌های "ما نان و امنیت می‌خواهیم"، "یونیسف، حقوق کودکان کجاست؟"، "فوعه و کفریا را از هلاک قطعی نجات دهید" و … در دست دارند.

## واکنش‌ها
سازمان ملل متحد این حمله را به شدت محکوم کرد و از طرف‌های درگیر خواسته که امنیت را تأمین کنند تا پنج هزار نفری که در فوعه و کفریا هستند، بتوانند خارج شوند. وزارت خارجه ایران ین حمله را «جنایت شرم‌آور و ناجوانمردانه تروریست‌های تکفیری» دانسته و «به خون کشیدن ده‌ها زن و کودک بی گناه» را برگ «ننگین» دیگری در کارنامه «تکفیری‌ها» خوانده‌است.
رابرت فیسک، در مقاله‌ای در ایندیپندنت، از دولت ایالات متحده به دلیل استاندارد دوگانه در مورد این حمله انتقاد کرد و سکوت این کشور در قبال بمباران را با واکنشش به حمله شیمیایی خان شیخون در اوایل همان ماه مقایسه کرد. در این مقاله می‌نویسد «بعد از بمب گذاری انتحاری آخر هفته [...] کاخ سفید چیزی نگفت [...] زیرا -و نکته اینجاست- آن‌ها قربانیِ قاتل اشتباهی بودند.»

## آثار ساخته شده در مورد این واقعه
- مستند «با صبر زندگی» در خصوص این واقعه ساخته شده‌است.[۱۶]